# Центральна селищна рада
| Центральна селищна рада — орган місцевого самоврядування у Перевальському районі Луганської області з адміністративним центром у смт Центральний. Історична дата утворення: в 1987 році. Водоймища на території, підпорядкованій даній раді: річка Чорнуха. Селищній раді підпорядковані населені пункти: - смт Центральний - с-ще Софіївка |

## Склад ради
Рада складається з 20 депутатів та голови.

### Керівний склад ради
| ПІБ                        | Основні відомості                                                   | Дата обрання | Дата звільнення |
| -------------------------- | ------------------------------------------------------------------- | ------------ | --------------- |
| Радченко Олег Семенович    | Селищний голова, 1948 року народження, освіта, член Партії регіонів | 26.03.2006   | 31.10.2010      |
| Малашенко Ірина Миколаївна | Селищний голова, 1983 року народження, освіта вища, позапартійна    | 31.10.2010   |                 |

Примітка: таблиця складена за даними джерела